# Dammard
Dammard település Franciaországban, Aisne megyében. Lakosainak száma 375 fő (2022. január 1.). Dammard Chézy-en-Orxois, La Ferté-Milon, Macogny és Passy-en-Valois községekkel határos.

## Népesség
A település népességének változása:
| Lakosok száma | 461  | 373  | 441  | 419  | 401  | 396  | 379  | 370  | 372  | 375  |
|               | 1968 | 1982 | 1990 | 2006 | 2013 | 2015 | 2017 | 2019 | 2020 | 2022 |